# Minnesota State Capitol

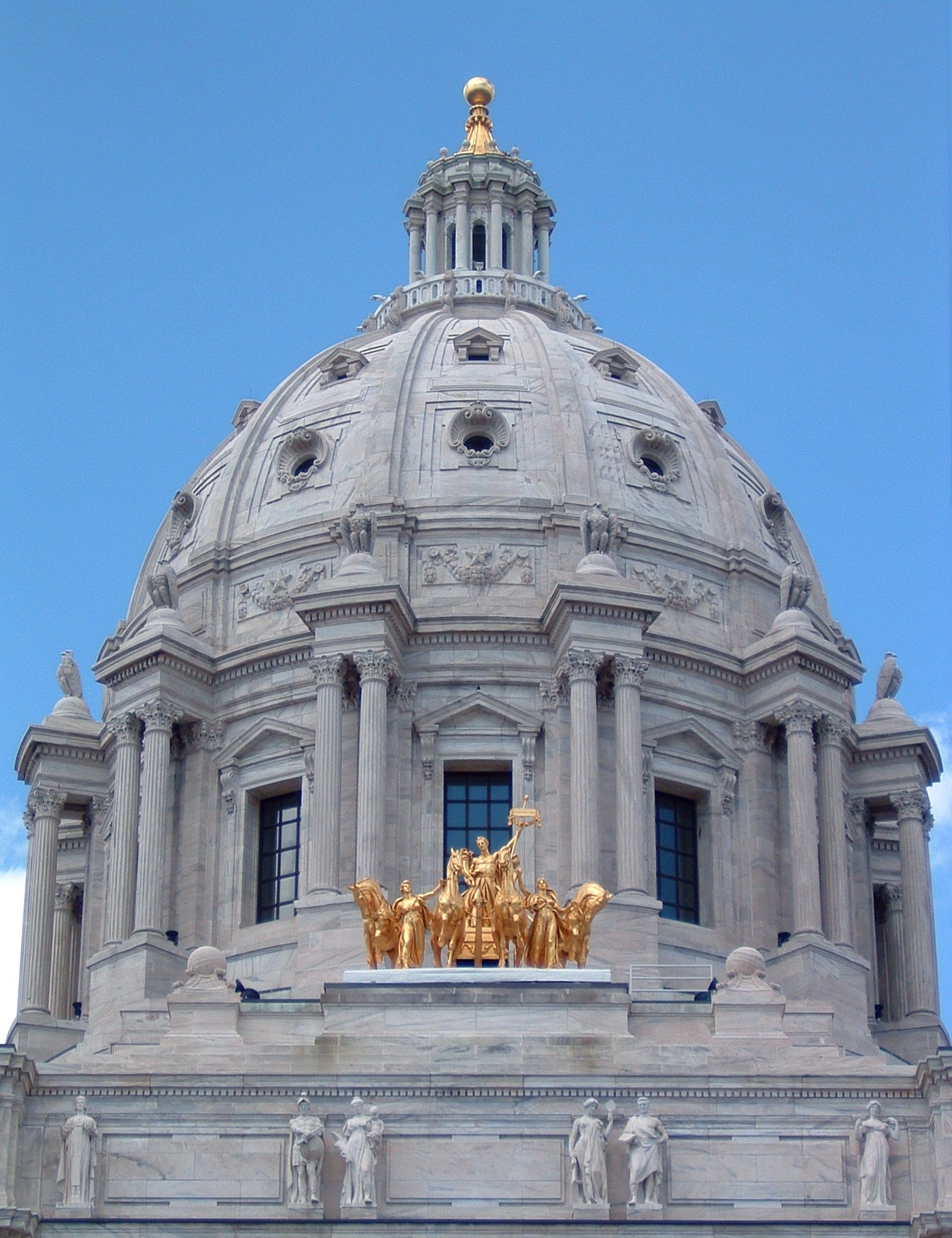
Kuppel mit der vergoldeten Quadriga

Das Minnesota State Capitol ist der Sitz des Repräsentantenhauses und des Senats von Minnesota in Saint Paul. Neben der Legislative des US-Bundesstaates beherbergt das Kapitol auch das Büro des Attorney General und des Gouverneurs.
Das heutige Kapitol ist das dritte in der Geschichte des Bundesstaates. Das erste wurde 1881 durch ein Feuer zerstört, das neu gebaute und 1883 fertiggestellte Kapitol erschien bereits bald als zu klein, sodass der Bau eines neuen Kapitols beschlossen wurde. Das neue Gebäude wurde von Cass Gilbert nach dem Vorbild des Petersdoms in Rom entworfen. Es verfügt über eine Kuppel aus Marmor mit einem Durchmesser von 27 Metern.
Die Kosten für den Bau lagen bei 4,5 Millionen US-Dollar. Am 2. Januar 1905 wurde das fertiggestellte Gebäude eröffnet. Im Rahmen der Feierlichkeiten zum hundertjährigen Bestehen im Jahre 2005 wurden Pläne bekannt, nach denen das Kapitol für rund 65 Millionen US-Dollar renoviert werden soll.
Über dem Südeingang ist eine vergoldete Quadriga, welche den Namen „The Progress of the State“ trägt. Sie wurde von Daniel Chester French und Edward Clark Potter entworfen und 1906 über dem Eingang angebracht. Dargestellt werden vier Pferde, die von zwei Frauen gehalten werden, sowie ein Mann. Während die vier Pferde für die vier Elemente Erde, Luft, Feuer und Wasser stehen, repräsentieren die Frauen die Industrie und Landwirtschaft. Zusammen stellen sie die moderne Zivilisation dar. Der mit einem Schild mit eingraviertem Minnesota-Schriftzug und einem Füllhorn ausgestattete Mann soll den Wohlstand und Fortschritt darstellen.